# Unionicola abnormipes
Unionicola abnormipes är en kvalsterart som först beskrevs av Albert Burke Wolcott 1898.  Unionicola abnormipes ingår i släktet Unionicola och familjen Unionicolidae. Inga underarter finns listade i Catalogue of Life.